# Morville-le-Héron
Morville-le-Héron is een plaats en gemeente in het Franse departement Seine-Maritime in de regio Normandië. De gemeente telt 543 inwoners (2022). De plaats maakt deel uit van het arrondissement Dieppe.

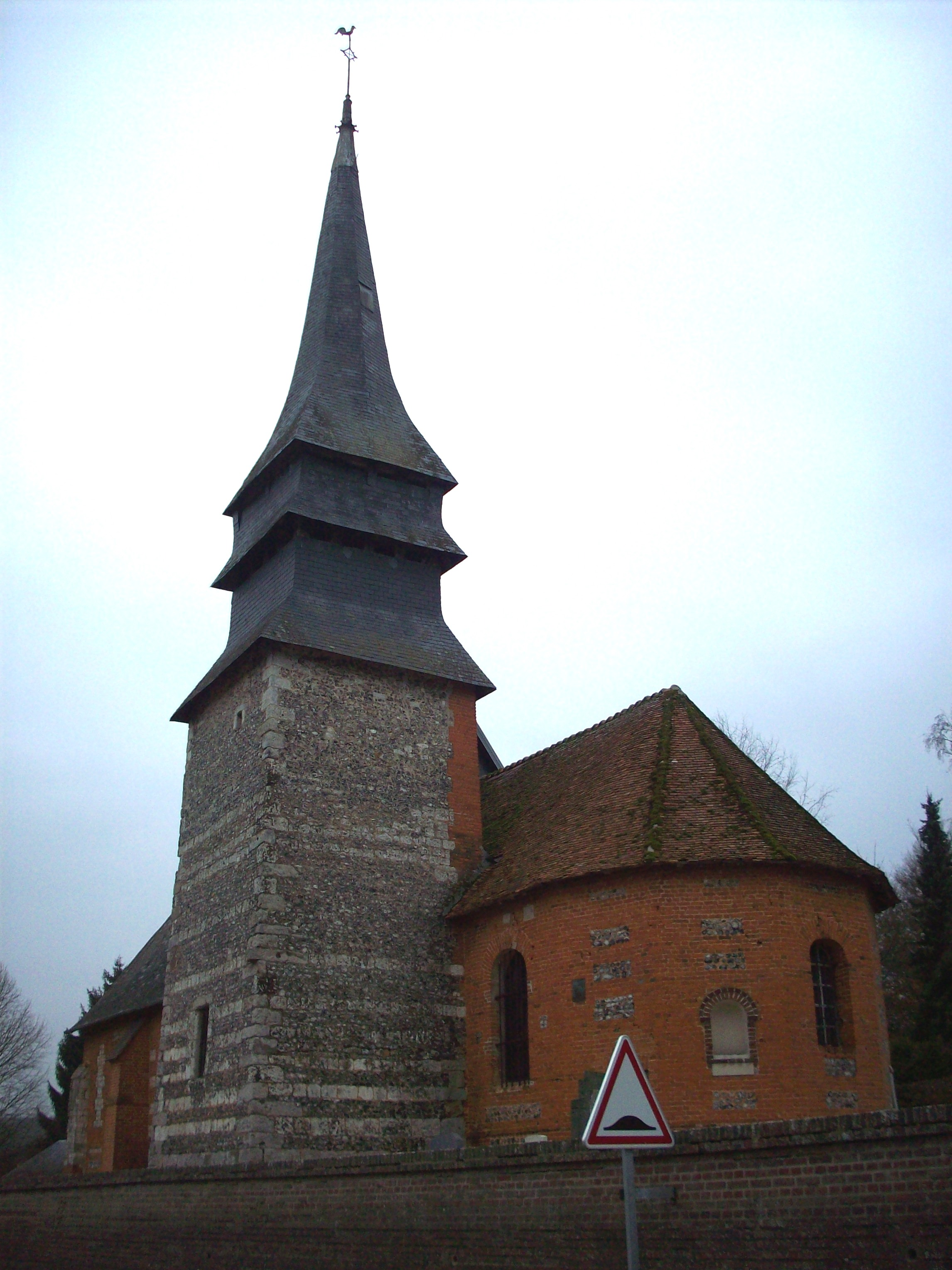
Église Saint-Ouen

## Geschiedenis
Oude vermeldingen van Morville gaan terug tot 1175 als Morvilla. Oude vermeldingen van Le Héron gaan terug tot de 11de eeuw als Hairun. De 18de-eeuwse Cassinikaart toont hier de plaatsen Morville en Heron.
Op het eind van het ancien régime eind 18de eeuw, toen de gemeenten werden gecreëerd, werden Morville en Héron gemeenten.
In 1936 werd de naam van Morville officieel gewijzigd in Morville-sur-Andelle. In 1962 werd de naam van Héron officieel gewijzigd in Le Héron.
Op 1 januari 2015 fuseerden de gemeente Morville-sur-Andelle en Le Héron tot de nieuwe gemeente (commune nouvelle) Morville-le-Héron.

## Geografie
De oppervlakte van Morville-le-Héron bedraagt 15,89 km², de bevolkingsdichtheid is 34 inwoners per km².
Door het zuiden van de gemeente stroomt de Andelle.
Het dorp Morville-sur-Andelle ligt in het zuiden van de gemeente aan de Andelle. Le Héron ligt in het zuidwesten. Noordelijker in de gemeente liggen nog verschillende gehuchten, waaronder Clanquemeule, Le Mesnil, Le Tot (Le Bas Tot en Le Haut Tot) en Les Hameaux.

## Bezienswaardigheden
- De Église Saint-Ouen van Morville
- De Église Saint-Michel van Le Héron
- Het Manoir de Malvoisine, een kasteel in Le Héron

Clanquemeule · Les Hameaux · Le Héron · Le Mesnil · Morville-sur-Andelle · Le Tot